# Marcus Olson
Bengt Oscar Marcus Olson, född 22 april 1977 på Lidingö, Stockholm, är en svensk scenograf och kostymdesigner. Han utbildade sig vid Dramatiska Institutet 2005-2008. Han har sedan dess varit verksam vid Malmö Opera, Helsingborgs stadsteater, Romateatern, Hålogaland Teater, Stockholms stadsteater och Det Kongelige Teater i Köpenhamn.

## Teater

### Scenografi och kostym (ej komplett)
| År   | Produktion                                       | Upphovsmän                                                  | Regi               | Teater                        | Noter                                                                    |
| ---- | ------------------------------------------------ | ----------------------------------------------------------- | ------------------ | ----------------------------- | ------------------------------------------------------------------------ |
| 2006 | Lavv                                             | Stefan Lindberg                                             | Aslak Moe          | Helsingborgs stadsteater      | Kostym                                                                   |
| 2008 | Borta bra hemma bäst                             | Alma Kirlić                                                 | Anna Novovic       | Helsingborgs stadsteater      | Scenografi                                                               |
| 2008 | Vita Glöden                                      | Saviana Stănescu Översättning Dan Shafran                   | Dag Thelander      | Dramalabbet                   | Kostym                                                                   |
| 2009 | Aktualiteter                                     | Elin Brandell                                               | AnnaLina Hertzberg | Dramalabbet                   | Scenografi och kostym                                                    |
| 2009 | Som ni vill ha det As You Like It                | William Shakespeare                                         | Thomas Segerström  | Romateatern                   | Kostym                                                                   |
| 2010 | Onkel Vanja Дядя Ваня                            | Anton Tjechov                                               | Anna Novivic       | Helsingborgs stadsteater      | Scenografi                                                               |
| 2010 | Den tjuvaktiga skatan La gazza ladra             | Gioacchino Rossini och Giovanni Gherardini                  | William Relton     | Läckö slott                   | Scenografi och kostym                                                    |
| 2010 | Macbeth                                          | William Shakespeare                                         | Thomas Segerström  | Romateatern                   | Scenografi och kostym Tillsammans med Thomas Segerström och Conny Vakare |
| 2015 | När dagen vänder Partage de midi                 | Paul Claudel Översättning Anders Bodegård                   | Wilhelm Carlsson   | Kulturhuset Stadsteatern      | Scenografi och kostym                                                    |
| 2016 | Den listiga lilla räven Příhody lišky Bystroušky | Leoš Janáček                                                | Wilhelm Carlsson   | Norrlandsoperan               | Scenografi och kostym                                                    |
| 2016 | Lika för lika Measure for Measure                | William Shakespeare                                         | Stefan Marling     | Romateatern                   | Scenografi och kostym                                                    |
| 2016 | Kinky Boots                                      | Harvey Fierstein och Cyndi Lauper Översättning Calle Norlén | Ronny Danielsson   | Malmö Opera                   | Kostym                                                                   |
| 2016 | Jakten på den största skatten                    | Vera Näsström                                               | Rayam Al Jazairi   | Teater JaLaDa                 | Scenografi och kostym                                                    |
| 2017 | Romeo och Julia Romeo and Juliet                 | William Shakespeare Översättning Göran O. Eriksson          | Stefan Marling     | Smålands Musik och Teater     | Scenografi och kostym                                                    |
| 2018 | Budskapet till Maria L'annonce faite à Marie     | Paul Claudel Översättning Maria Björkman                    | Wilhelm Carlsson   | Dramaten                      | Scenografi och kostym                                                    |
| 2018 | Sommarnattens leende                             | Ingmar Bergman Dramatisering Nina Pontén                    | Hugo Hansén        | Romateatern                   | Scenografi och kostym                                                    |
| 2018 | Karius och Baktus Karius og Baktus               | Thorbjørn Egner                                             | Agneta Lindroos    | Wasa Teater                   | Scenografi och kostym Tillsammans med Elias Nyström                      |
| 2018 | Die Wand                                         | Christian Diendorfer                                        | Eva-Maria Melbye   | Landestheater Linz, Österrike | Scenografi och kostym                                                    |